# Volkswagen EA827
Volkswagen EA827 — бензиновый двигатель внутреннего сгорания немецкого автоконцерна Volkswagen, находящийся в производстве с 1972 по 2013 год. Устанавливался на автомобили Audi 80 B1 и Volkswagen Passat (B1).
Первоначально двигатель выпускался с рабочим объёмом 1,3 и 1,5 литра. Позднее объём был увеличен до 2 литров. После прекращения производства Volkswagen Golf III в 2002 году двигатель устанавливался на Volkswagen Santana. На базе EA827 делали и другие двигатели.

## Галерея

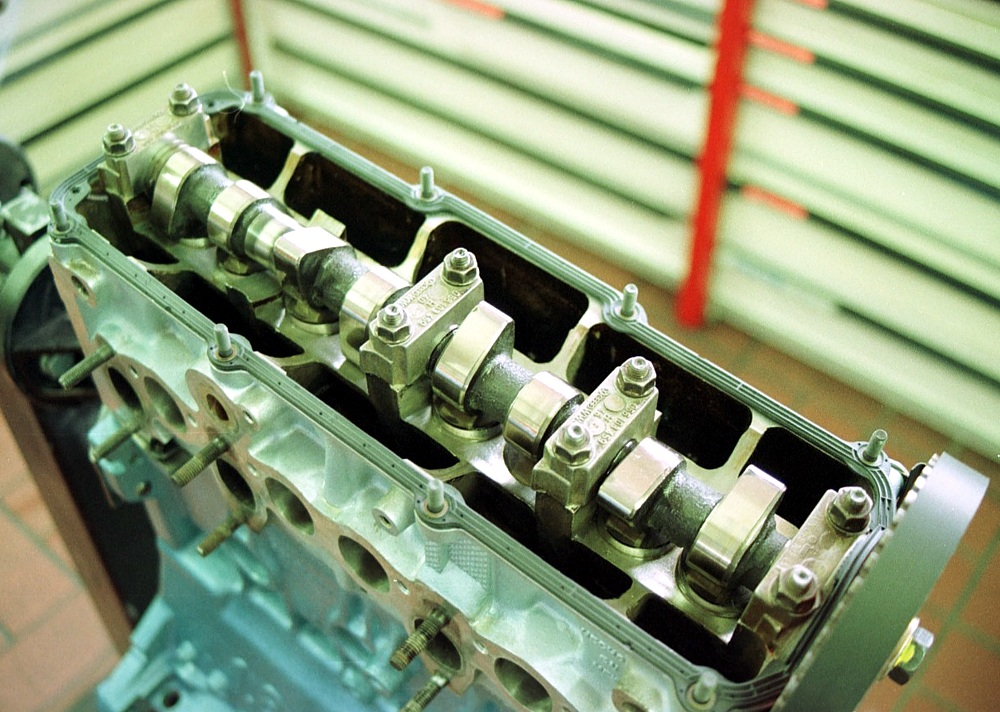
Volkswagen EA 827 рабочим объёмом 1,8 л
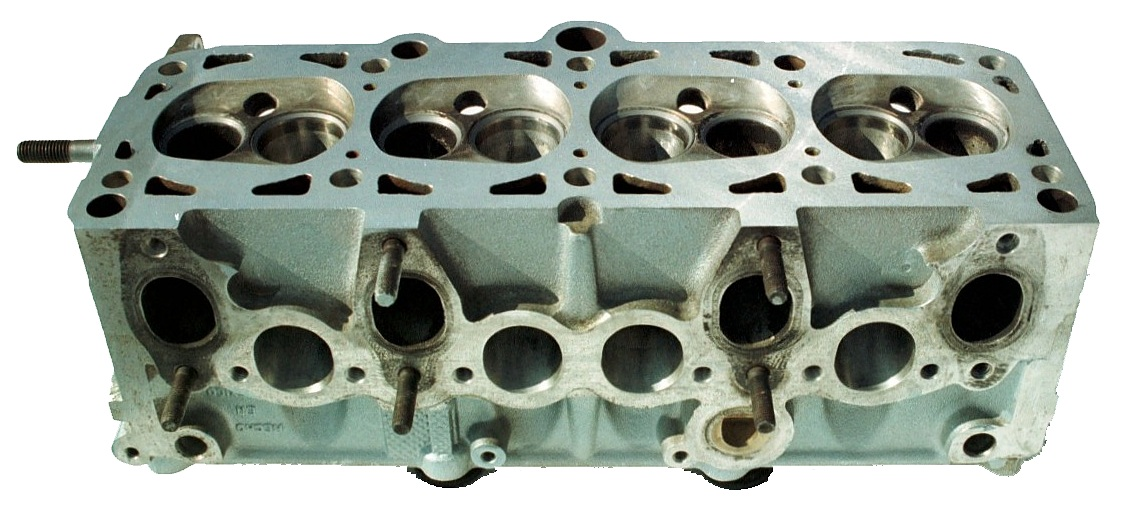
Головка блока цилиндров